# 블라디미르 아르놀트
블라디미르 이고레비치 아르놀트(러시아어: Влади́мир И́горевич Арно́льд, 1937년 6월 12일~2010년 6월 3일)는 소비에트 연방의 수학자이다. 이론 고전역학 및 다른 동역학계 이론에 공헌하였다.
1937년 소비에트 연방 오데사에서 태어났다. 모스크바 대학교에 입학하여 유명한 수학자인 안드레이 콜모고로프 아래서 수학을 공부하였다. 대학 재학 중
19세의 나이에 힐베르트의 문제 13번을 부분적으로 해결하였다. 1959년에 모스크바 대학교를 졸업 후 모스크바 대학교에서 연구를 계속하였으며, 1965년에 모스크바 대학교 교수로 취임하였다. 그 뒤 모스크바에 있는 스테클로프 수학연구소로 옮겼다.
아르놀트는 그 유머로 유명했는데, 모스크바 대학교에서 한번은 학기 첫 강의를 다음과 같이 시작했다고 한다.
| “ | 일반적으로, 아무리 바보라도 100명의 천재들이 답할 수 없는 질문을 할 수 있다네. 그런 의미에서 몇 개의 질문들을 적어 보겠네. | ” |

2010년에 프랑스 파리에서 사망하였다. 당시 러시아의 대통령 드미트리 메드베데프는 직접 전신을 보내며 다음과 같이 적었다.
| “ | The death of Vladimir Arnold, one of the greatest mathematicians of our time, is an irretrievable loss for world science. It is difficult to overestimate the contribution made by academician Arnold to modern mathematics and the prestige of Russian science. Teaching had a special place in Vladimir Arnold's life and he had great influence as an enlightened mentor who taught several generations of talented scientists. The memory of Vladimir Arnold will forever remain in the hearts of his colleagues, friends and students, as well as everyone who knew and admired this brilliant man. | ” |
|   | |   |

1981년에 소행성 10031 블라다르놀다(Vladarnolda)가 그의 이름을 따서 명명되었다.

## 참고 문헌
- O’Connor, John J.; Robertson, Edmund F. (2009년 9월). “Vladimir Igorevich Arnold”. 《MacTutor History of Mathematics Archive》 (영어). 세인트앤드루스 대학교.
- “Vladimir Igorevich Arnold”. 《수학 계보 프로젝트》 (영어). 미국 수학회.
- 정영오 (2010년 6월 4일). “러시아 수학자 블라디미르 아르놀드 별세”. 한국일보. 2013년 10월 29일에 원본 문서에서 보존된 문서. 2013년 10월 27일에 확인함.
- “(부음) 러 수학자 블라디미르 아르놀드 별세 외”. 세계일보. 2010년 6월 4일.